# Lîpeatîn, Hmilnîk
Lîpeatîn (în ucraineană Лип`ятин) este localitatea de reședință a comunei Lîpeatîn din raionul Hmilnîk, regiunea Vinnița, Ucraina.

## Demografie
Componența lingvistică a localității Lîpeatîn
     Ucraineană (99,83%)
     Alte limbi (0,17%)
Conform recensământului din 2001, majoritatea populației localității Lîpeatîn era vorbitoare de ucraineană (99,83%), existând în minoritate și vorbitori de alte limbi.